# دنسو
شركة دنسو (باليابانية: 株式会社デンソー دنسو كابوشكي كايشا) هي شركة تصنيع قطع سيارات يقع مقرها الرئيسي في كاريا، محافظة آيتشي، اليابان. تأسست شركة دينسو في 16 ديسمبر 1949 تحت اسم شركة نيبون دنسو (日本電装株式会社) وهي إحدى شركات مجموعة تويوتا وتعتبر عضد رئيسي لشركة تويوتا الأم. في البداية كانت دنسو هي قسم تصنيع القطع الكهربائية في شركة تويوتا، وتم إغلاقها بعد الحرب العالمية الثانية مع الكثير من شركات الصناعات الثقيلة الحربية اليابانية.
تعرف الشركة باختراع شيفرة كيو آر QR Code وهو عبارة عن نظام تشفير ثنائي الأبعاد يستخدم بشكل واسع في اليابان.
في 31 مارس 2005، كانت شركة دنسو تتكون من 171 قسم (64 في اليابان، 33 في أمريكا، 31 في أوروبا، 43 في آسيا وأوقيانوسيا) بإجمالي يبلغ 104183 موظف. وفي عام 2006 بلغ دخل الشركة الكلي حوالي 28.2 مليار دولار أمريكي.

## وصلات خارجية
- دنسو على موقع IMDb (الإنجليزية)

- شركة دنسو اليابانية
- مجموعة دنسو العالمية